# ووشتویتروده
ووشتویتروده (به آلمانی: Wüstheuterode) یک شهر در آلمان است که در آیشسفلد واقع شده‌است. ووشتویتروده ۶۴۷ نفر جمعیت دارد.